# Belleville (metrostation)
Belleville is een station van de metro in Parijs langs de metrolijnen 2 en 11 in het 10de, 11de. 19de en 20ste arrondissement
Porte Dauphine · 
Victor Hugo · 
Charles de Gaulle - Étoile · 
Ternes · 
Courcelles · 
Monceau · 
Villiers · 
Rome · 
Place de Clichy · 
Blanche · 
Pigalle · 
Anvers · 
Barbès - Rochechouart · 
La Chapelle · 
Stalingrad · 
Jaurès · 
Colonel Fabien · 
Belleville · 
Couronnes · 
Ménilmontant · 
Père Lachaise · 
Philippe Auguste · 
Alexandre Dumas · 
Avron · 
Nation
Châtelet · 
Hôtel de Ville · 
Rambuteau · 
Arts et Métiers · 
République · 
Goncourt · 
Belleville · 
Pyrénées · 
Jourdain · 
Place des Fêtes · 
Télégraphe · 
Porte des Lilas · 
Mairie des Lilas
Serge Gainsbourg · 
Romainville - Carnot · 
Montreuil - Hôpital · 
La Dhuys · 
Coteaux Beauclair · 
Rosny-Bois-Perrier